# Segundo gobierno de Alberto Lleras Camargo
El segundo gobierno de Alberto Lleras Camargo se dio entre el 7 de agosto de 1958 y el 7 de agosto de 1962 y sería el primer gobierno del Frente Nacional.

## Antecedentes
Alberto Lleras Camargo ya había ocupado la presidencia entre 1945 y 1946, para completar el periodo presidencial del segundo gobierno de Alfonso López Pumarejo.

## Llegada al poder
Lleras Camargo recogió las banderas liberal y conservadora en un solo mandato, siendo el primero de cuatro mandatarios del sistema de Frente Nacional.

## Gabinete ministerial
| Ministro                                        | Imagen                  | Nombre                        | Partido | Periodo                                         |
| ----------------------------------------------- | ----------------------- | ----------------------------- | ------- | ----------------------------------------------- |
| Canciller (Ministerio de Relaciones Exteriores) |                         | Julio César Turbay            |         | 1958-1961                                       |
| Canciller (Ministerio de Relaciones Exteriores) |                         | José Joaquín Caicedo Castilla |         | 1961-1962                                       |
| Ministerio de Agricultura                       |                         | Augusto Espinosa Valderrama   |         |                                                 |
| Ministerio de Agricultura                       | Gilberto Arango Londoño |                               |         |                                                 |
| Ministerio de Agricultura                       | Hugo Ferreira Neira     |                               |         |                                                 |
| Ministerio de Agricultura                       | Otto Morales Benítez    |                               |         |                                                 |
| Ministerio de Agricultura                       |                         | Hernán Toro Agudelo           |         | 29 de septiembre de 1959 9 de noviembre de 1960 |
| Ministerio de Comunicaciones                    |                         | Hernán Echavarría Olózaga     |         | 7 de agosto de 1958 23 de marzo de 1959         |
| Ministerio de Comunicaciones                    |                         | Alonso Aragón Quintero        |         | 23 de marzo de 1959 29 de septiembre de 1959    |
| Ministerio de Comunicaciones                    |                         | Francisco Lemos Arboleda      |         | 29 de septiembre de 1959 9 de noviembre de 1960 |
| Ministerio de Comunicaciones                    |                         | Carlos Martín Leyes           |         | 9 de noviembre de 1960 1° de septiembre de 1961 |
| Ministerio de Comunicaciones                    |                         | Esmeralda Arboleda            |         | 1° de septiembre de 1961 7 de agosto de 1962    |
| Ministerio de Justicia                          |                         | Germán Zea Hernández          |         | 1958-1960                                       |
| Ministerio de Justicia                          |                         | Alfredo Araujo                |         | 1960                                            |
| Ministerio de Justicia                          |                         | Grau Eliseo Arango            |         | 1960-1961                                       |
| Ministerio de Justicia                          |                         | Víctor Mosquera Chaux         |         | 1961-1962                                       |
| Ministerio de Justicia                          |                         | Vicente Lavorde Aponte        |         | 1962                                            |
| Ministerio de Minas y Petróleos                 |                         | José Elias del Hierro         |         | 1961                                            |
| Ministerio de Minas y Petróleos                 |                         | Hernando Durán Dussán         |         | 1960-1961                                       |
| Ministerio del Trabajo                          |                         | Otto Morales Benítez          |         | 1960-1962                                       |
| Ministerio de Obras Públicas                    |                         | Virgilio Barco                |         | 1958-1960                                       |
| Ministerio de Obras Públicas                    |                         | Misael Pastrana Borrero       |         | 1960-1961                                       |
| Ministerio de Obras Públicas                    |                         | Carlos Obando Velasco         |         | 1961-1962                                       |
| Ministerio de Salud                             |                         | Alfonso Ocampo Londoño        |         | 1960                                            |
| Ministerio de Fomento                           |                         | Rafael Delgado Barreneche     |         | 7 de agosto de 1958 23 de marzo de 1959         |
| Ministerio de Fomento                           |                         | José Vicente Dávila Tello     |         | 23 de marzo de 1959 25 de marzo de 1959         |
| Ministerio de Fomento                           |                         | Rodrigo Llorente Martínez     |         | 25 de marzo de 1959 5 de mayo de 1960           |
| Ministerio de Fomento                           |                         | Misael Pastrana Borrero       |         | 5 de mayo de 1960 9 de noviembre de 1960        |
| Ministerio de Fomento                           |                         | Rafael Unda Ferrero           |         | 9 de noviembre de 1960 1 de septiembre de 1961  |
| Ministerio de Fomento                           |                         | Aurelio Camacho Rueda         |         | 1 de septiembre de 1961 7 de agosto de 1962     |
| Ministerio de Hacienda y Crédito Público        |                         | Aurelio Camacho Rueda         |         |                                                 |
|                                                 |                         |                               |         |                                                 |

## Política interna
Luchó por conjurar los estragos de la violencia bipartidista. Varios de los bandoleros liberales sobrevivientes a La Violencia y al gobierno de Rojas Pinilla comenzaron a agruparse en las guerrillas comunistas de los años subsiguientes.

### Juntas de Acción Comunal
Lleras impulsó la creación de las Juntas de Acción Comunal (JAC),con la Ley 19 de 1958. Organizaciones de vecinos que buscando unos mismos intereses, elegían a sus representantes salidos del mismo barrio, vereda o comunidad e implementaban programas aplicables a únicamente a su sector, descentralizando la labor del gobierno. Los líderes comunales se elegían a través del sistema representativo. Contaban con presupuesto propio, garantizado por el estado, que debía ser invertido en infraestructura para el sector bajo su jurisdicción, como escuelas y hospitales, y a cambio los vecinos debía prestar servicios gratuitos como organización de jornadas cívicas, de salud y limpieza, etc. El sistema de las JAC sigue vigente actualmente en Colombia.

## Economía

### Reforma Agraria
Impulsó la aprobación de la Ley de Reforma Agraria de 1959 creando el Instituto Colombiano de la Reforma Agraria (INCORA), en 1961. Aunque se contemplaba la expropiación, el sistema de reasignación de tierras era de todo menos agresivo. Su reforma buscaba mejorar la calidad de vida de los campesinos productores de papa, café y plátano, todos productos de consumo masivo.
A pesar de sus esfuerzos, la reforma agraria que impulsó fue moderada y lenta, y no fue hasta 1968 que su primo segundo, Carlos Lleras Restrepo, la aceleraría a niveles más radicales.

## Orden Público
Durante el gobierno de Lleras Camargo, varios combatientes del periodo de La Violencia no dejan las armas o regresan a ellas, fenómeno conocido como el bandolerismo. El 11 de febrero de 1960, en Gaitania (Tolima)fue asesinado Jacobo Prías Alape; alias Charro Negro, líder comunista que participó en La Violencia, amnistiado luego por Gustavo Rojas Pinilla. Su asesinato fue el inicio del conflicto armado colombiano.
A raíz de su asesinato Manuel Marulanda vuelve a las armas y constituye con un grupo de campesinos la denominada 'República de Marquetalia' en Planadas (Tolima), que sería una de las denominadas por el senador Álvaro Gómez como las repúblicas independientes: territorios sin presencia del estado y donde operaban varias de las primeras guerrillas del país como el Movimiento Obrero Estudiantil Campesino (MOEC) de Antonio Larrota y Tulio Bayer en 1960,el Ejército Revolucionario de Colombia (ERC) de Roberto González “Pedro Brincos” en 1961, el Frente Unido de Acción Revolucionaria (FUAR) en 1962 por Luis Emiro Valencia y Gloria Gaitán, en 1962,y el llamado Territorio Vásquez (Magdalena Medio) de Federico Arango Fonnegra.

## Relaciones internacionales
Estableció relaciones internacionales con los Estados Unidos, forjando una breve amistad con John F Kennedy y creando la Alianza para el Progreso.

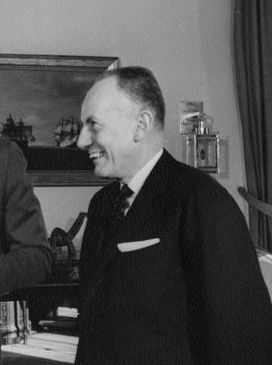
Lleras en la Casa Blanca

En el campo internacional, fue uno de los principales promotores, junto al entonces presidente estadounidense John Fitzgerald Kennedy, de la Alianza para el Progreso, que consistió en un pacto de cooperación política y económica entre los Estados Unidos y Colombia. En virtud a este pacto Colombia tomó partido en el marco de la Guerra Fría y se alineó al bloque capitalista.
Asimismo, su gobierno rompió relaciones diplomáticas con Cuba cuando Fidel Castro se mostró contrario al modelo capitalista de los Estados Unidos, y más exactamente, durante el conflicto en Bahía Cochinos.
Lleras estableció una relación de amistad con Kennedy, llegando incluso a recibirlo en Bogotá el 17 de diciembre de 1961, creando el sector capitalino de Ciudad Techo, que luego pasó a llamarse Kennedy en homenaje por el asesinato del político, de hecho su magnicidio fue motivo de luto en Colombia, impulsado por Lleras.

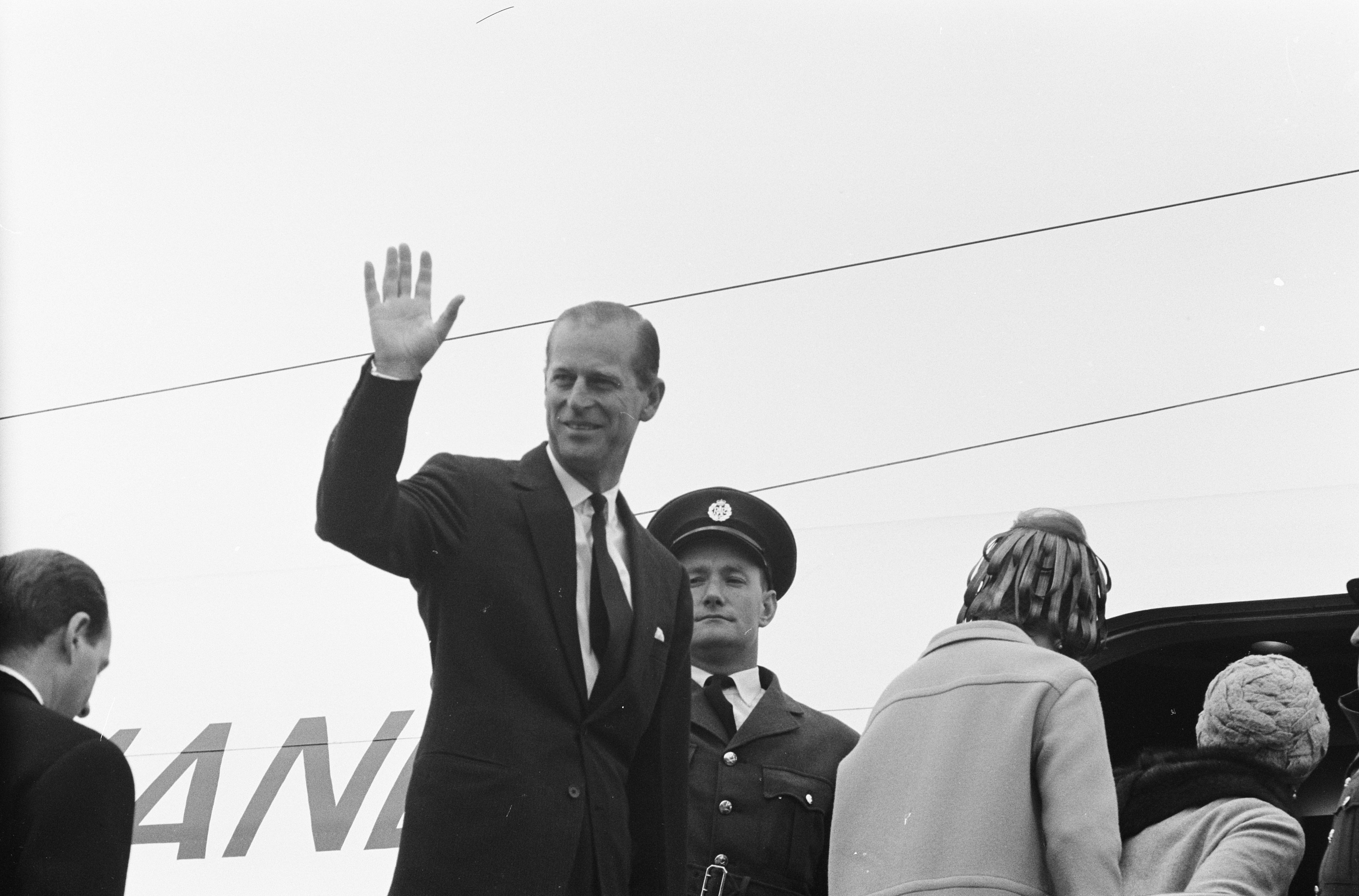
Felipe en un viaje, 1962

El 14 de febrero de 1962 Lleras recibió al Príncipe de Edimburgo, Felipe, príncipe consorte del Reino Unido, que llegó a Colombia como emisario de la joven Reina de Inglaterra, Isabel II.
El noble griego visitó el Museo del Oro, la Plaza de Bolívar (donde quedó asombrado con la estatua de Simón Bolívar), la Catedral de Sal de Zipaquirá, el Palacio de San Carlos (sede del presidente), el Colegio Anglo Colombiano de Bogotá, la Plaza de San Martín, y luego viajó a Cartagena, donde luego de recibir los respectivos honores se despidió del país.

## Controversias
Las políticas de colaboracionismo con los Estados Unidos y la presunta des legitimidad institucional del Frente Nacional llevó a algunos miembros de su partido a oponérsele, derivando en la corriente disidente del Movimiento Liberal Revolucionario, liderado por Alfonso López Michelsen, que se convirtió en el principal opositor del sistema bipartidista e incluso desestabilizó el segundo gobierno del Frente Nacional.
Es acusado de haber sido demasiado condescendiente con los Estados Unidos, de apoyar en extremo la política anticomunista de la Organización de los Estados Americanos (OEA) en los años 60 y 70, su oposición activa al gobierno de facto de Rojas Pinilla y su intromisión en la política nacional por medio del Frente Nacional.